# Kelly McGillis
Kelly Ann McGillis (Newport Beach, 9 luglio 1957) è un'attrice statunitense, candidata al Golden Globe nel 1986 per il film Witness - Il testimone.

## Biografia
Di origini inglesi, scozzesi, irlandesi e tedesche, Kelly Ann McGillis nasce a Newport Beach, in California, il 9 luglio 1957 dalla casalinga Joan e dal medico Donald McGillis. Ha due sorelle minori: Karen (nata nel luglio 1959) e Kathleen (nata nell'agosto 1961). Il suo sogno è sempre stato quello della recitazione, e l'attrice cerca di realizzarlo entrando a far parte della Juilliard School di New York: qui partecipa al dramma Love for Love di William Congreve, diretto da John Blatchley.
Nel 1977 si iscrive all'Accademia d'arte drammatica del Pacifico, e nel 1983 ottiene la sua prima parte di rilievo al cinema con Reuben, Reuben. Dopo aver partecipato a due serie televisive, torna sul grande schermo in Witness - Il testimone (1985), in cui interpreta una giovane vedova amish. Per calarsi nella parte, vive per una settimana nella comunità amish della Pennsylvania.
Dopo aver ricevuto la candidatura al Golden Globe, si fa notare nel 1986 in Top Gun, accanto a Tom Cruise. Altri ruoli importanti per la sua carriera sono quelli in Sotto accusa (1988), Gente del Nord (1989) di Ted Kotcheff, L'isola dell'amore (1991), da lei anche prodotto, e A prima vista (1999). La sua partecipazione in Oltre ogni rischio di Abel Ferrara (1989) la consacra come una delle sex symbol di fine anni ottanta, anche perché appare in scena con «scollature vertiginose come la strada dello Stelvio» (definizione di Morando Morandini).
In La maschera di scimmia (2000) interpreta la professoressa Diana Maitland, misteriosa insegnante universitaria di una ragazza uccisa che intraprende una relazione omosessuale con la detective che si occupa del caso. Una delle sue ultime interpretazioni è Nessuno può sentirti, film horror del 2001.

## Vita privata
Similmente a quanto avviene nel suo film Sotto accusa (dove però la vittima è impersonata da Jodie Foster), Kelly McGillis è stata realmente vittima di uno stupro. Ha due matrimoni (e due divorzi) alle spalle: il primo con Boyd Black, durato dal 1979 al 1981, e il secondo con il venditore di yacht Fred Tillman, dal 1989 al 2002 e dal quale ha avuto due figlie: Kelsey Lauren (1990) e Sonora Ashley (1993). Attualmente l'attrice è anche proprietaria del Kelly's, ristorante situato a Key West, Florida.
Nell'aprile 2009, durante un'intervista, ha pubblicamente rivelato la propria omosessualità. Nel 2010 McGillis ha stipulato un'unione civile con Melanie Leis, dirigente delle vendite di Philadelphia. Lei e McGillis si erano incontrate nel 2000 quando Leis era una barista al Kelly's Caribbean Bar Grill & Brewery a Key West, in Florida, che McGillis possedeva con il suo allora marito Fred Tillman.
McGillis lavorava a tempo pieno con tossicodipendenti e alcolisti al Seabrook House Drug Alcohol Rehab Center, un centro di riabilitazione a Bridgeton, nel New Jersey, quando lei e Leis condividevano una casa a Collingswood. McGillis vive a Hendersonville, North Carolina. A partire dal 2013, ha insegnato recitazione presso il New York Studio for Stage and Screen NYS3 ad Asheville, North Carolina.

## Filmografia

### Cinema
- Reuben, Reuben, regia di Robert Ellis Miller (1983)
- Witness - Il testimone (Witness), regia di Peter Weir (1985)
- Top Gun, regia di Tony Scott (1986)
- Terra di conquista (Unsettled Land), regia di Uri Barbash (1987)
- Accadde in paradiso (Made in Heaven), regia di Alan Rudolph (1987)
- Labirinto mortale (The House on Carroll Street), regia di Peter Yates (1988)
- Sotto accusa (The Accused), regia di Jonathan Kaplan (1988)
- Gente del Nord (Winter People), regia di Ted Kotcheff (1989)
- Oltre ogni rischio (Cat Chaser), regia di Abel Ferrara (1989)
- L'isola dell'amore (Grand Isle), regia di Mary Lambert (1991)
- The Babe - La leggenda (The Babe), regia di Arthur Hiller (1992)
- Genitori cercasi (North), regia di Rob Reiner (1994)
- Rischio d'impatto (Ground Control), regia di Richard Howard (1998)
- A prima vista (At First Sight), regia di Irwin Winkler (1999)
- La maschera di scimmia (The Monkey's Mask), regia di Samantha Lang (2000)
- Nessuno può sentirti (No One Can Hear You), regia di John Laing (2001)
- Supergator, regia di Brian Clyde (2007)
- Stake Land, regia di Jim Mickle (2010)
- The Innkeepers, regia di Ti West (2011)
- We Are What We Are, regia di Jim Mickle (2013)
- Grand Street, regia di Lex Sidon (2014)
- Madre di ogni segreto (Maternal Secrets), regia di Lucinda Spurling (2017)

### Televisione
- Una vita da vivere (One Life to Live) – serial TV (1984)
- Perry Mason: L'arte di morire (Perry Mason: The Case of the Fatal Framing), regia di Christian I. Nyby II – film TV (1992) – non accreditata
- Dark Eyes – serie TV, episodio 1x01 (1995)
- La casa delle ombre (Remember Me), regia di Michael Switzer – film TV (1995)
- Il terzo gemello (The Third Twin), regia di Tom McLoughlin – film TV (1997)
- Oltre i limiti (The Outer Limits) – serie TV, episodio 6x21 (2000)
- The L Word – serie TV, episodi 5x07-5x08 (2008)
- Innamorarsi a Sugarcreek (Love Finds You in Sugarcreek), regia di Terry Cunningham – film TV (2014)
- Z Nation – serie TV, episodio 1x11 (2014)

## Doppiatrici italiane
Nelle versioni in italiano dei suoi film, Kelly McGillis è stata doppiata da:
- Serena Verdirosi in Top Gun, Accadde in paradiso, Nessuno può sentirti
- Rossella Izzo in Witness - Il testimone, Sotto accusa
- Cristina Boraschi in Labirinto mortale, Sweet Revenge
- Valeria Perilli in Reuben, Reuben
- Vittoria Febbi in Oltre ogni rischio
- Melina Martello in L'isola dell'amore
- Anna Cesareni in Il terzo gemello
- Fabrizia Castagnoli in Rischio d'impatto
- Roberta Greganti in A prima vista
- Ada Maria Serra Zanetti in La maschera di scimmia
- Cristina Piras in We Are What We Are
- Aurora Cancian in Z Nation